# Stefan Zweig (Bona)
Stefan Zweig est un récit biographique écrit par la romancière Dominique Bona, consacré à l'écrivain Stefan Zweig, édité en 1996, rééditée en 2010.

## Description
Cette biographie de Stefan Zweig par Dominique Bona est parue initialement en 1996,,, puis devient pratiquement introuvable. Elle est rééditée en 2010 enrichie d'une préface. «  Il y a », écrit Dominique Bona, « un charme ensorceleur zweiguien. Ses histoires pourraient se dérouler aujourd'hui. On y retrouve les thèmes éternels de l'amour et de la blessure  ». Elle a étudié des documents originaux, des journaux et des lettres, elle est partie sur ses traces à Vienne et au Brésil. Elle a également fait un véritable travail historique sur le milieu intellectuel viennois où l'écrivain a évolué.
Zweig traverse la moitié de son siècle dans ses pires périodes et jamais il n'accepta la désagrégation du monde qu'il avait connu. L'histoire le rattrape à l'occasion de la première guerre mondiale quand il doit porter l'uniforme et choisir un camp. Lui l'homme de paix se voit contraint par la guerre et la disparition à jamais de l'Autriche-Hongrie. Il recherche ensuite désespérément l'amour, connaît beaucoup d'aventures qu'il nomme « ses épisodes », et fait un premier mariage curieux avec Frederike. Il se marie avec elle par procuration et elle lui écrit : « Avez-vous passé une bonne nuit de noce ? » Stefan Zweig, l’ami si attentif à ses amis, se montre un époux infidèle, incapable de s’attacher, soucieux de son bien-être plus que de celui de sa compagne. Lotte, sa seconde épouse, lui voue un amour désespéré et l'accompagne dans la mort en février 1942, une mort pour fuir le nazisme,.